# Brownfields
Brownfields est une communauté non constituée en municipalité et une census-designated place de la paroisse de Baton Rouge Est, en Louisiane, aux États-Unis. 